# Jolanda av Aragonien
Jolanda av Aragonien (även Yolanda), född 11 augusti 1384, död 14 november 1442, var hertiginna av Anjou och grevinna av Provence som gift med Ludvig II av Anjou. Hon var även titulärdrottning av Neapel, Cypern, Sicilien och Jerusalem, då hennes make gjorde anspråk på dessa riken. 
Hon var tronpretendent och regerande titulärdrottning av Aragonien, som hon gjorde anspråk på efter sin far. 
Hon blev i Frankrike känd som ”Fyraländersdrottningen” på grund av dessa titlar.
Jolanda var en viktig politisk aktör i 1400-talets Frankrike, som sin svärson Karl VII:s mäktigaste anhängare. Hon var regent i Provence som förmyndare för sin son, Ludvig III av Neapel, 1417–1420. Hon är traditionellt känd som beställaren av de berömda Rohantimmarna.

## Biografi
Jolanda var dotter till Johan I av Aragonien och Violanta av Bar. Hennes far avled 1396, men på grund av hennes kön efterträddes han av sin bror Martin istället för av Jolanda.
År 1400 gifte hon sig med Ludvig II av Anjou i ett försök att förena de arvsanspråk på Sicilien och Neapel som innehades av både Aragonien och Anjou. Ludvig gjorde anspråk på Neapel, Cypern, Sicilien och Jerusalem, men han kontrollerade i själva verket endast Provence och Anjou och tidvis Bar, Maine, Touraine och Valois. Makarna levde ofta åtskilda då Ludvig krigade i Italien för sina anspråk på Neapel, medan Jolanda föredrog att hålla hov i Angers (som hertiginna av Anjou) och Saumur (som grevinna av Provence). 

### Tronpretendent
Då hennes farbror Martin I av Aragonien, som efterträtt hennes far på tronen, dog barnlös 1409 gjorde hon anspråk på Aragoniens tron med sin mors stöd. Aragoniens oklara tronföljdslag favoriserade dock män framför kvinnor, och 1412 valdes Ferdinand, son till Johan I av Kastilien och Eleonora av Aragonien (1358–1382), till Aragoniens monark. Jolanda, som ansåg sig vara laglig monark, kallade sig dock i fortsättningen drottning av Aragonien.

### Tronarvingens vårdnadshavare
Jolanda kom att inneha en stor maktposition i Frankrike då hon tog parti för den blivande kung Karl VII av Frankrike mot England, Burgund och Karls egen mor, Isabella av Bayern, som regerade i sin psykiskt sjuke mans ställe. Jolanda förde år 1413 Karl till sina egna slott vid Loire, där hon blev hans beskyddare, fostermor och svärmor, och stödde honom i hans anspråk på den franska tronen och därmed kampen för Frankrikes självständighet. Det var i ett av hennes slott Karl senare mötte Jeanne d’Arc.
År 1415 flyttade Jolanda till Provence med Karl för att förhindra att han tillfångatogs efter att en överenskommelse mellan England, Burgund och Isabella av Bayern gjorts som syftade till att frånta Karl rätten till tronen. Hans bröder dog 1416 och 1417 under vårdnad av hertigen av Burgund, vilket gjorde Karl till tronföljare, och då Isabella krävde att Karl skulle återföras till hovet vägrade Jolanda:
”Vi har inte vårdat och älskat denna för att du ska ta hans liv som hans bröder eller bli galen som hans far, eller att bli engelsk som du. Jag behåller honom själv. Kom och hämta honom om du vågar.”

### Politisk aktivitet
År 1417 blev hon änka och regent över makens förläningar som förmyndare för sin son. Hon befann sig också i en stor maktposition som vårdnadshavare för Frankrikes tronföljare: då resten av den franska kungafamiljen var fångar hos engelsmännen och regenten Isabella och Burgund på Englands sida, var Jolanda ledaren för Frankrikes kamp mot England. 1419 fick hon den psykiskt sjuke kungen att erkänna Karl som sin arvinge. 1420 förklarades Englands kung (Karls svåger) vara Frankrikes tronarvinge och 1421 fråntogs Karl sina anspråk på den franska tronen.
År 1422 dog Karls far varpå Karl ansågs vara Frankrikes kung, medan England hindrade honom från att tillträda och förklarade sin kung vara Frankrikes monark, vilket utlöste ett krig. Jolanda åstadkom en brytning av alliansen mellan England och Bretagne (1423), utnämnde Arthur de Richemont till konnetabel (1425) och gav sitt stöd till Jeanne d’Arc (1429). Mellan 1424 och 1427 var hon president för ständerna. Hon skapade ett nätverk av kvinnliga agenter som hon placerade som älskarinnor till makthavare i Lothringen, Burgund, Bretagne och vid det kungliga hovet. Genom konnetabeln avsatte hon rådgivare, som La Trémoille 1433. 1431 sammankallades ständerna vid hennes slott i Saumur. Hon drog sig de sista åren tillbaka till Provence.

## Eftermäle
Jolanda beskrivs som ”den som var den visaste och vackraste prinsessan i kristenheten”; dottersonen Ludvig XI av Frankrike sade om henne att hon hade ”en mans hjärta i en kvinnas kropp”. Historiker har framhållit hennes stora politiska makt som ofta ignorerats därför att hon utövat den i hemlighet.